# Rural City of Mildura
Rural City of Mildura är en kommun i Australien. Den ligger i delstaten Victoria, omkring 430 kilometer nordväst om delstatshuvudstaden Melbourne. Antalet invånare var 53 878 vid folkräkningen 2016.
Följande samhällen finns i Mildura:
- Mildura
- Red Cliffs
- Ouyen
- Murrayville
- Walpeup